# Lunovec
Lunovec – wieś w Słowenii, w gminie Ormož. 1 stycznia 2018 liczyła 30 mieszkańców.